# Австромиртус сладкий
Австромиртус сладкий (лат. Austromyrtus dulcis) — растение семейства Миртовые (Myrtaceae), вид рода Австромиртус; произрастает в Восточной Австралии, на территории Нового Южного Уэльса и Квинсленда.

## Биологическое описание
Вечнозелёный кустарник до 2 м высотой. Листья глянцевые, ланцетные 0,9—3 см длиной и 0,3—1 см шириной с многочисленными заметными желёзками и супротивным листорасположением. Нижняя поверхность листьев густо покрыта ворсинками.
Цветки 0,7—1 см диаметром с белыми овальными лепестками; собраны в пазушные кистевидные соцветия по 2—5 штук или располагаются одиночно. Цветки появляются в июле-октябре. Плод ягодообразный, с имбирным ароматом.
Плоды съедобны.